# هیوندای مرچنت مارین

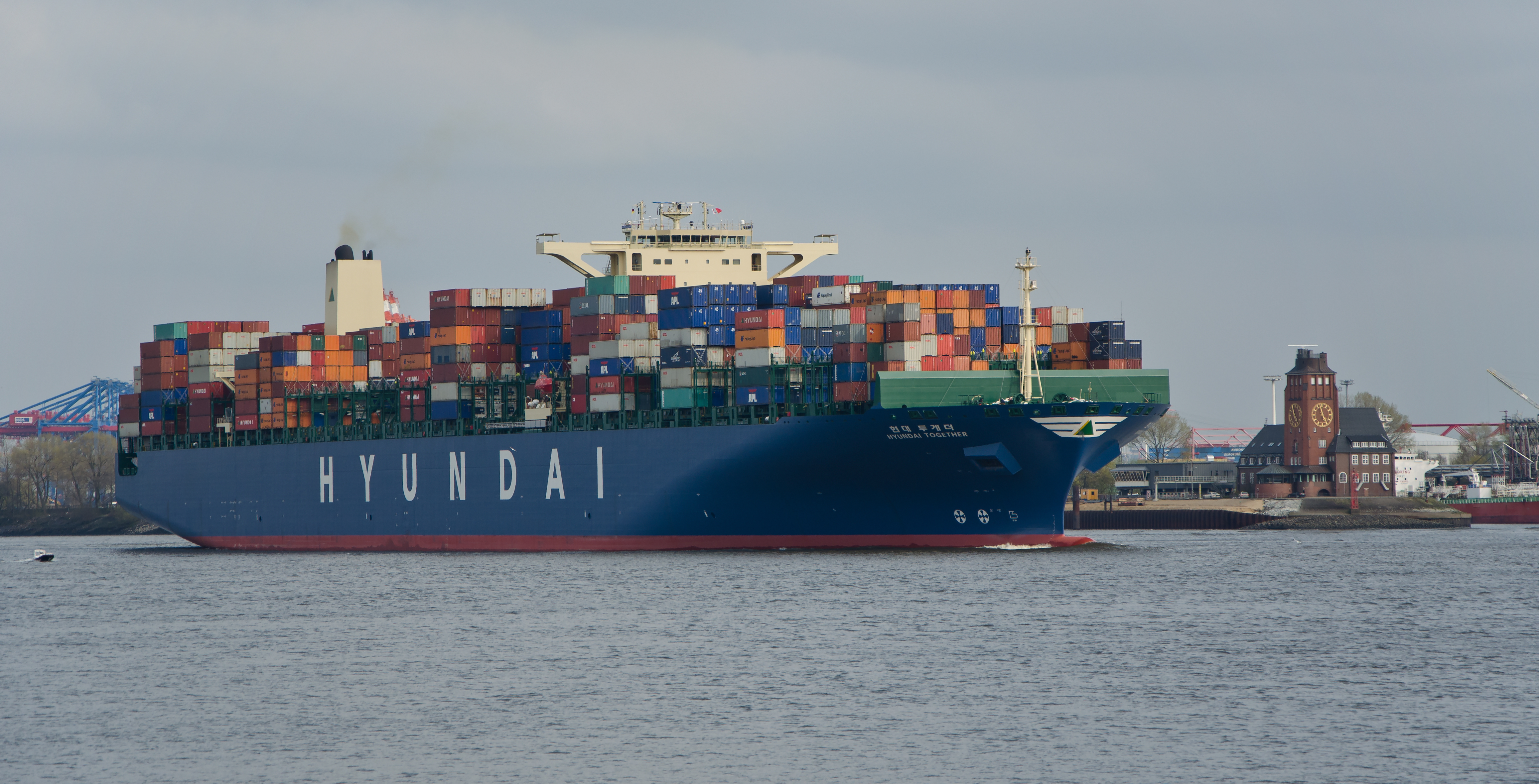
کشتی کانتینری متعلق به هیوندای مرچنت مارین

هیوندای مرچنت مارین (به انگلیسی: Hyundai Merchant Marine) یا به‌اختصار اچ‌ام‌ام (به انگلیسی: HMM) شرکت ترابری دریایی کره‌ای است، که در زمینه ارائه خدمات لجستیکی و خدمات کشتی‌های کانتینری و کشتی‌های باری فعالیت می‌کند.
شرکت هیوندای مرچنت مارین در سال ۱۹۷۶ تحت نام ایژیا مرچنت مارین تأسیس شد و در سال ۱۹۸۲ توسط گروه هیوندای خریداری و تصاحب گردید.
دفتر مرکزی این شرکت در شهر سئول قرار دارد و بخشی از سهام آن در بازار بورس کره معامله می‌شود. بخش اعظم سهام این شرکت در اختیار شرکت‌های صنایع سنگین هیوندای، مهندسی و ساخت‌وساز هیوندای و گروه هیوندای می‌باشد.